# Côn trùng có cánh
Phân lớp Côn trùng có cánh (danh pháp khoa học: Pterygota) là một phân lớp trong lớp côn trùng và bao gồm các loài côn trùng có cánh. Nó cũng bao gồm các bộ côn trùng không cánh thứ cấp (nghĩa là, nhóm các côn trùng với tổ tiên của chúng là có cánh nhưng đã mất cánh đi do tiến hóa sau này).
Nhóm côn trùng có cánh bao gồm gần như toàn bộ lớp côn trùng. Các bộ sáu chân khác không được đưa vào đây có bộ Hàm nguyên thủy (Archaeognatha hay Microcoryphia, tức các côn trùng có quai hàm nguyên thủy) và bộ Đuôi tơ hay bộ Anh vĩ (Thysanura) (bọ bạc và bọ dài đuôi), cũng như bộ Một đuôi (Monura) đã tuyệt chủng. Ngoài ra còn ba bộ mà hiện nay không được coi là côn trùng nữa: bộ Đuôi nguyên thủy hay bộ Nguyên vĩ (Protura), bộ Đuôi bật (Collembola) và bộ Hai đuôi (Diplura).

## Phân loại
- - Bộ Archodonata - tuyệt chủng
  - Bộ Diaphanopteroidea - tuyệt chủng
  - Bộ Embioptera: Bộ Cánh lợp (bọ chân dệt)
  - Bộ Ephemeroptera: bộ Cánh phù du (côn trùng phù du)
  - Bộ Grylloblattodea
  - Bộ Mantophasmatodea
  - Bộ Megasecoptera - tuyệt chủng
  - Bộ Odonata: Bộ Chuồn chuồn (chuồn chuồn ngô và chuồn chuồn kim)
  - Bộ Palaeodictyoptera - tuyệt chủng
- Cận lớp Neoptera: Cận lớp Côn trùng cánh mới
  - Bộ Blattodea: Bộ Gián (các loài gián)
  - Bộ Caloneurodea - tuyệt chủng
  - Bộ Dermaptera: Bộ Cánh da (các loài sâu tai)
  - Bộ Isoptera: Bộ Cánh bằng (các loài mối)
  - Bộ Mantodea: Bộ Bọ ngựa (các loài bọ ngựa)
  - Bộ Orthoptera: Bộ Cánh thẳng (các loài châu chấu, cào cào, muỗm, dế mèn, dế dũi v.v)
  - Bộ Phasmatodea: Bộ Bọ que (bọ que)
  - Bộ Plecoptera: Bộ Cánh úp
  - Bộ Titanoptera - tuyệt chủng
  - Bộ Zoraptera: Bộ Rận đất (rận đất)
- Liên bộ Exopterygota: Liên bộ Cánh ngoài
  - Bộ Hemiptera: Bộ Cánh nửa (rệp thật sự)
  - Bộ Phthiraptera (rận, chấy)
  - Bộ Psocoptera: (rệp sáp, mọt)
  - Bộ Thysanoptera: Bộ Cánh viền (bọ trĩ)
- Liên bộ Endopterygota: Liên bộ Cánh trong
  - Bộ Coleoptera (bọ cánh cứng)
  - Bộ Diptera: Bộ Hai cánh (ruồi, nhặng v.v)
  - Bộ Hymenoptera: Bộ Cánh màng (kiến, ong, v.v.)
  - Bộ Lepidoptera: Bộ Cánh vẩy (bướm ngày, bướm đêm, nhậy)
  - Bộ Mecoptera: Bộ Cánh dài
  - Bộ Megaloptera: Bộ Cánh rộng
  - Bộ Miomoptera - tuyệt chủng
  - Bộ Neuroptera: Bộ Cánh gân hay bộ Cánh lưới
  - Bộ Protodiptera: Bộ Hai cánh nguyên thủy (tuyệt chủng)
  - Bộ Raphidioptera
  - Bộ Siphonaptera: Bộ Cánh ống (bọ chét)
  - Bộ Strepsiptera: Bộ Cánh vuốt hay cánh xoắn
  - Bộ Trichoptera: Bộ Cánh lông